# Нобель (Вараський район)
Нобе́ль — село в Україні, у Локницькій сільській громаді Вараського району Рівненської області.
Лежить на березі Прип'яті й озера Нобель, за 35 км від районного центру.
Населення станом на 1 січня 2021 року становить 272 осіб.
Є школа, будинок культури, бібліотека, фельдшерсько-акушерський пункт. Біля села розташований Нобельський заказник.

## Археологія
Перші поселенці на території колишнього Зарічненського району з'явились 150-35 тисяч років тому.

### Середньокам'яна доба
Поблизу села виявлено залишки поселення доби мезоліту.
Найдавнішими пам'ятками є багатошарові стоянки Нобель I, II, III, i IV, розташовані поблизу с. Нобель в урочищах Заборок та Піддяче, на піщаних дюнах правого берега р. Прип'ять. Ці фінальнопалеолітичні стоянки переважно належать до ранньої середньокам'яної нобельської групи свідерської культури, поширеної, крім північних районів України, на півдні Білорусі.
У добу фінального палеоліту населення переважно займалось мисливством і рибальством.

### Новокам'яна доба
У добу неоліту територія району була заселена племенами, які залишили пам'ятки дніпро-донецької культури.

### Бронзова доба
У середньому періоді бронзової доби (XV—XII ст. до н. е.) на території району відомі носії тшинецько-комарівської. У цей період активно розвивалося скотарство та землеробство.

### Залізна доба
З кінця III ст. до н. е. до початку II ст. н. е. слов'янські племена залишили пам'ятки зарубинецької культури.

## Історія
Село вперше згадане в Іпатіївському літопису за 1158 рік.
В період Київської Русі на березі озера Нобель існувало літописне місто Небель. Воно згадане в літописі під 1262 роком. Укріплення часів Київської Русі займало підвищення в урочищі «Церковна гора» на південно-східному кінці села. Підвищення має округлу форму (розміри 75×75 м, висота над рівнем озера — 3-6,5 м).
Городище в с. Нобель є залишком поселення — міста, політико–адміністративного і торгово–економічного центру, пов'язаного, ймовірно, з існуванням Погоринської волості, вперше згаданої літописом під 1097 р. Її головним центром у кінці XI ст. було місто Дорогобуж (нині однойменне село в Гощанському районі Рівненської області).
У добу Великого князівства Литовського місто Небель перебувало під владою турово-пінських князів. Монастир міста як центр культури й освіти відомий і в XVI столітті.
1519 — королева Бона, отримавши від чоловіка-короля Пінське та Кобринське князівства, виявилась енергійною господинею й адміністратором нових володінь. 1524 вона видала документ з підтвердженням, що надає Небельському монастирю привілеї — право ченцям ловити рибу в озері та річці Прип'яті. Крім того, йому даровано ділянку орної землі.
У XVII ст. місто Небель зруйнували татари. [джерело?]
За німецької окупації поблизу села діяв радянський партизанський загін старшого сержанта Д.Попова. Нацисти зруйнували 83 господарства, вбили 20 мирних жителів. На фронтах німецько-радянської війни проти нацистів билися 125 жителів села, з них 102 нагороджено орденами й медалями, 61 чоловік загинув у боях проти гітлерівців.[джерело?] На честь загиблих встановлено обеліск.

## Населення
За переписом населення 2001 року в селі мешкало 365 осіб.

### Мова
Розподіл населення за рідною мовою за даними перепису 2001 року:
| Мова       | Відсоток |
| ---------- | -------- |
| українська | 99,72 %  |
| російська  | 0,28 %   |

## Культура
У 1520 році у місті Нобель було написане Нобельське Четвероєвангеліє.
Від 2003 року за ініціативою письменника й літературознавця Григорія Штоня проводиться щорічний всеукраїнський фестиваль гумору «Лауреат Нобельської премії»
, символом якого є тлустий сом (мешканці села багато рибалять, а соми з озера, яке з трьох боків оточує село,— то їхня найкраща здобич).

## Віддзеркалення у пресі
|                                                  | Село омивається водами просторого мальовничого озера, яке місцеві жителі також називають Нобель. Споконвіку це озеро, поросле густим високим очеретом, було надійним щитом для жителів Нобеля. Тож не дивно, що тут донині збережені архаїчні, ще язичницькі звичаї та традиції (особливо у весільному обряді). Науковці — фольклористи та етнографи — приїздять сюди в експедиції по старовину. Адже тут не тільки можна записати реліктові народні пісні, але й побачити дерев'яну, стародавнього зрубного типу хатину із солярними символами на віконницях та вирізьбленим сонечком під стріхою. Тож Нобель, немов живий музей для тих, кому до снаги цю архаїку побачити й оцінити. Дивовижею для міських гостей є й лелечі гнізда мало не на кожному обійсті, і те, що у всякого господаря просто до садиби примикає своя тиха гавань, де прив'язані під вербами власноруч зроблені човни. Рибальство тут споконвіків головний чоловічий промисел, а лиснючі коропи, гостроносі щуки й тлусті соми — повсякденний селянський харч. |
| — Людмила Марчук, Хай шведам легенько гикнеться! | |

## Видатні люди
В селі народилися:
- Сергій Граховський — відомий білоруський письменник, політв'язень
- Прокопович Володимир Флорович — підполковник ветеринарної служби Армії УНР
- Савич Павло Максимович — ветеран Німецько-радянської війни, прапороносець перемоги.

https://web.archive.org/web/20150203194206/http://zarichne.libr.rv.ua/index.html

## Галерея

Село на старих знімках
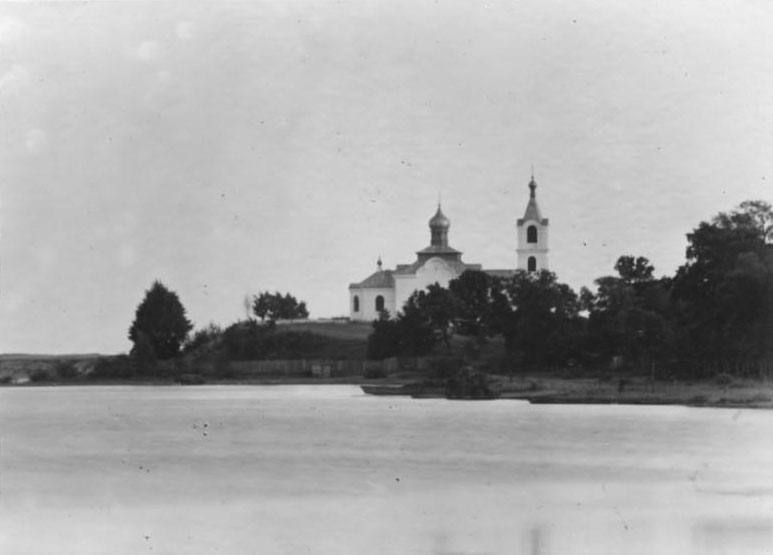
Церква
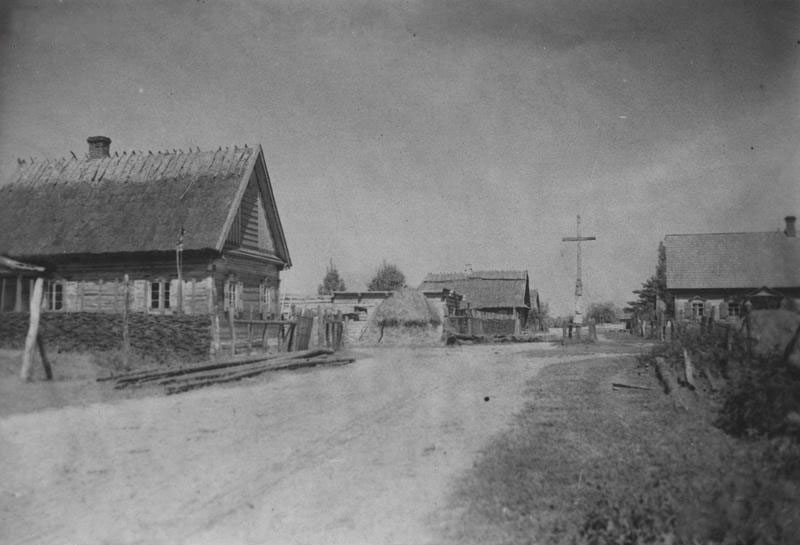
Вулиця і хрест
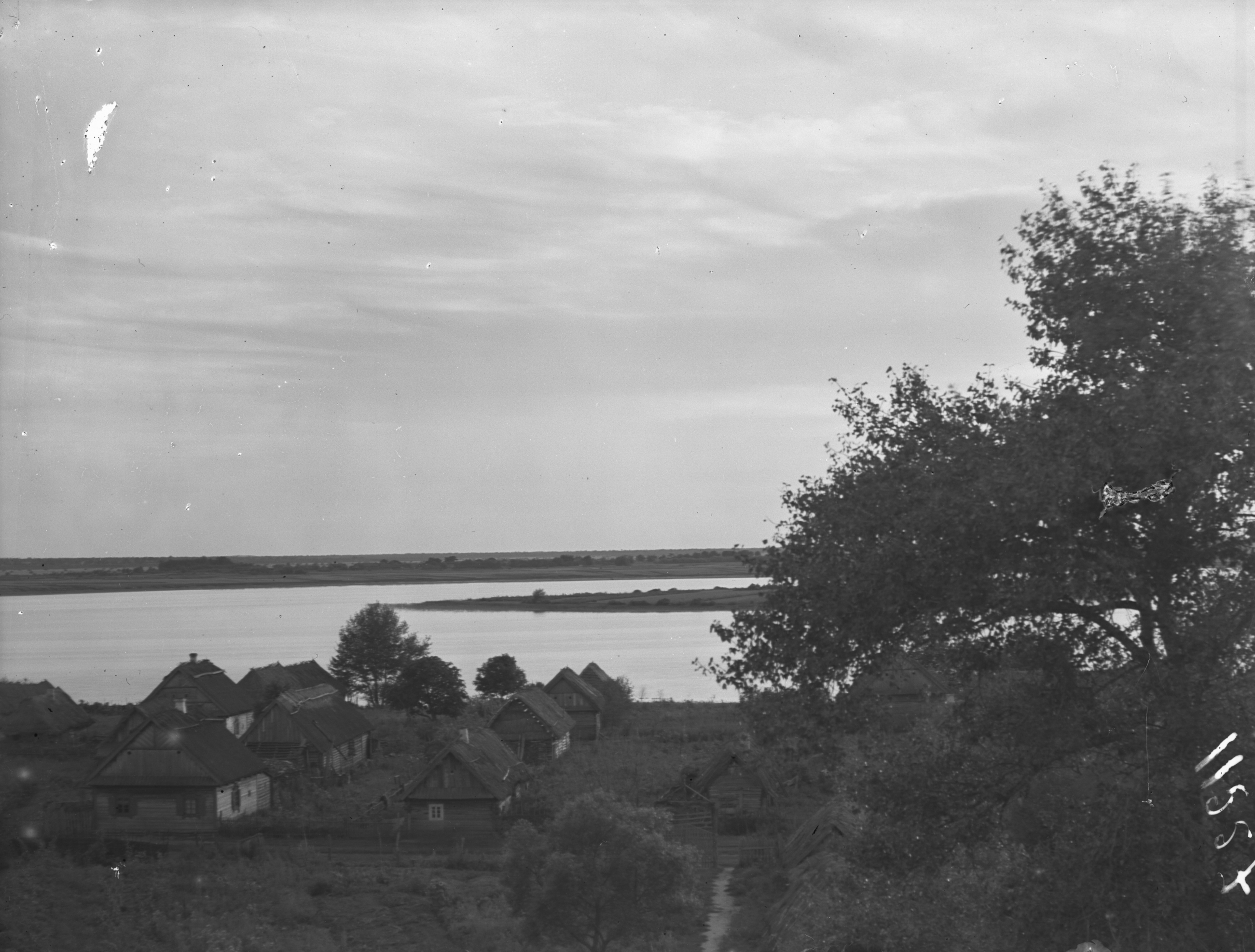
Забудова
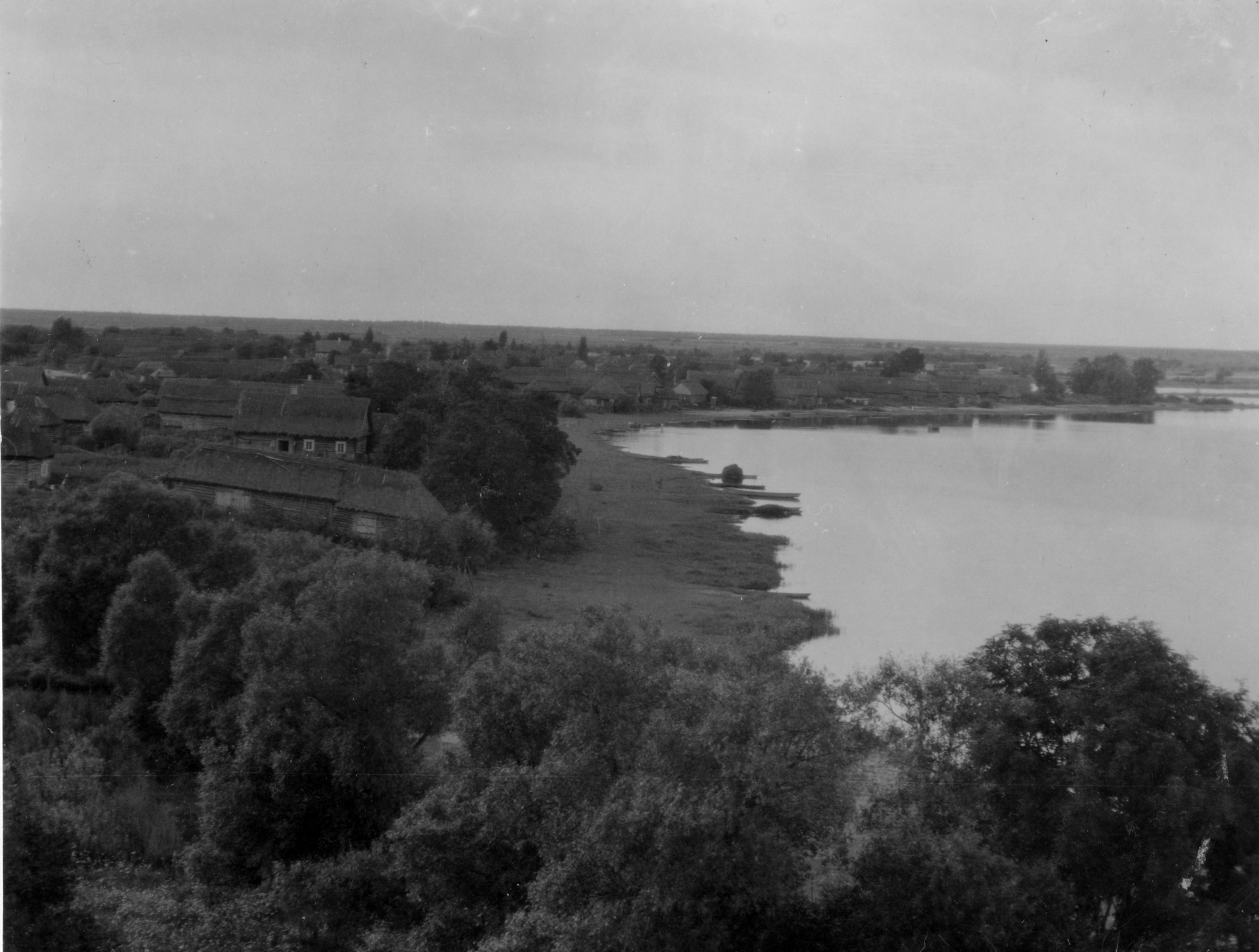
Озера

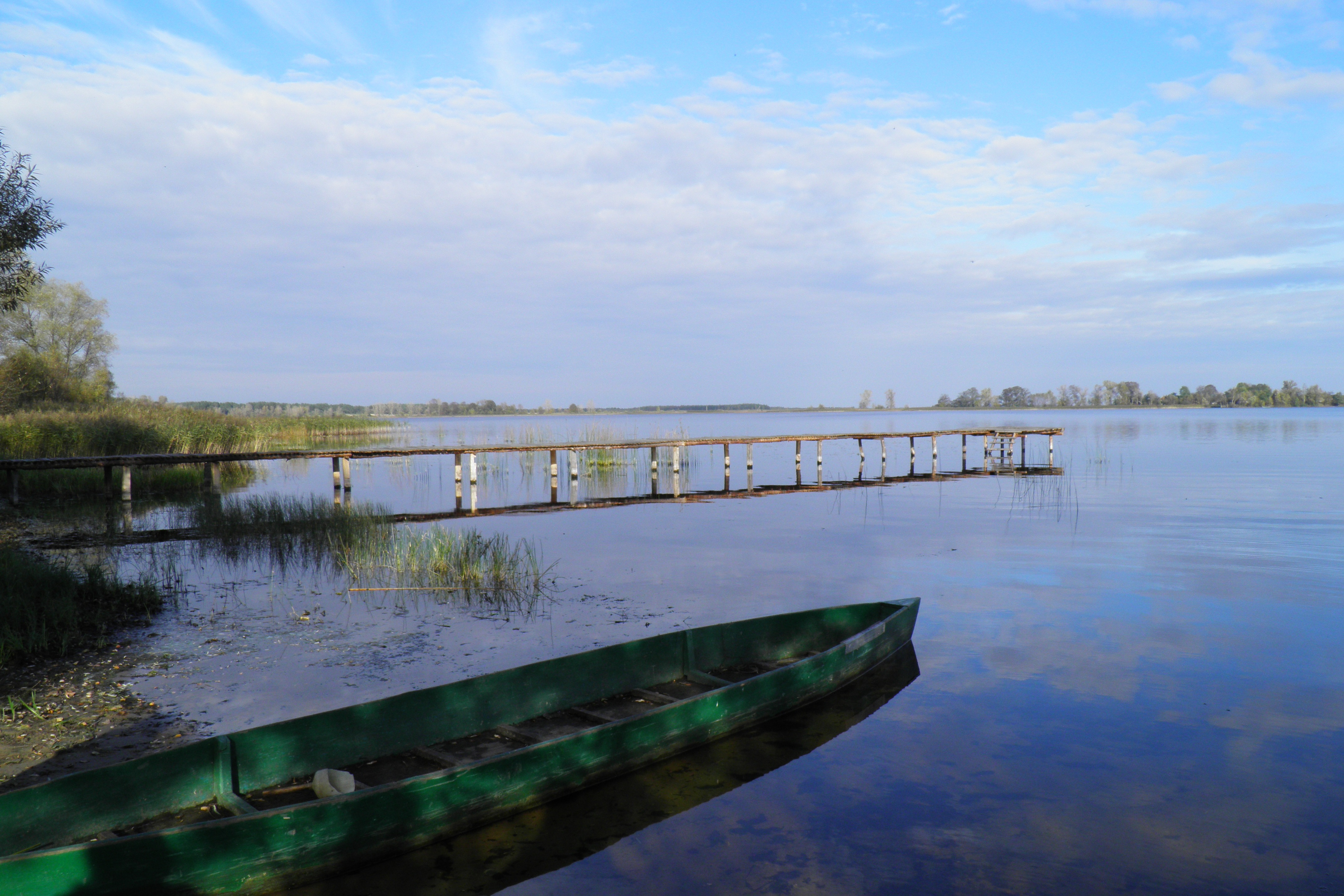
Човен на березі озера Нобель
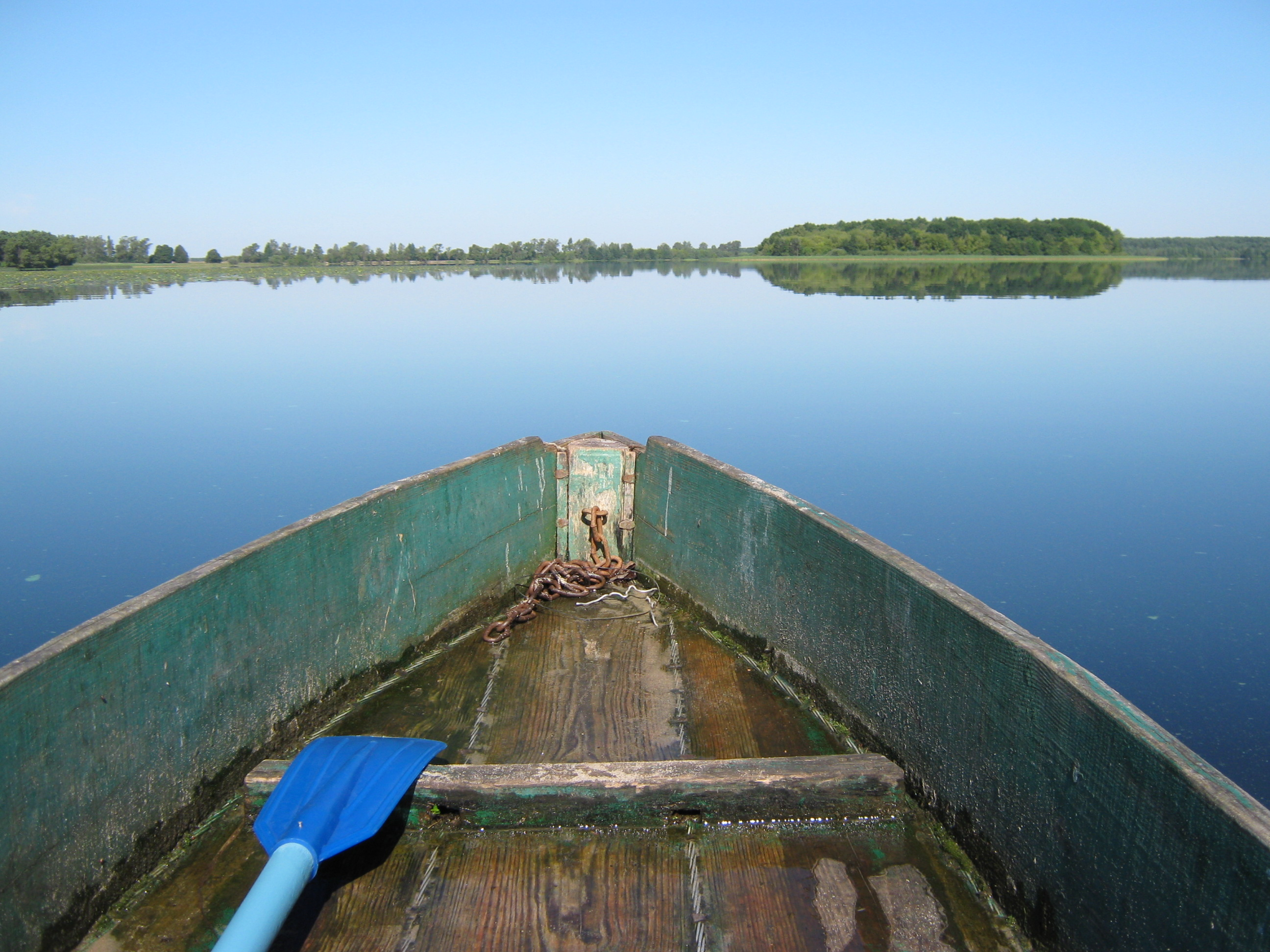
Вид на озера із борту плокодонки
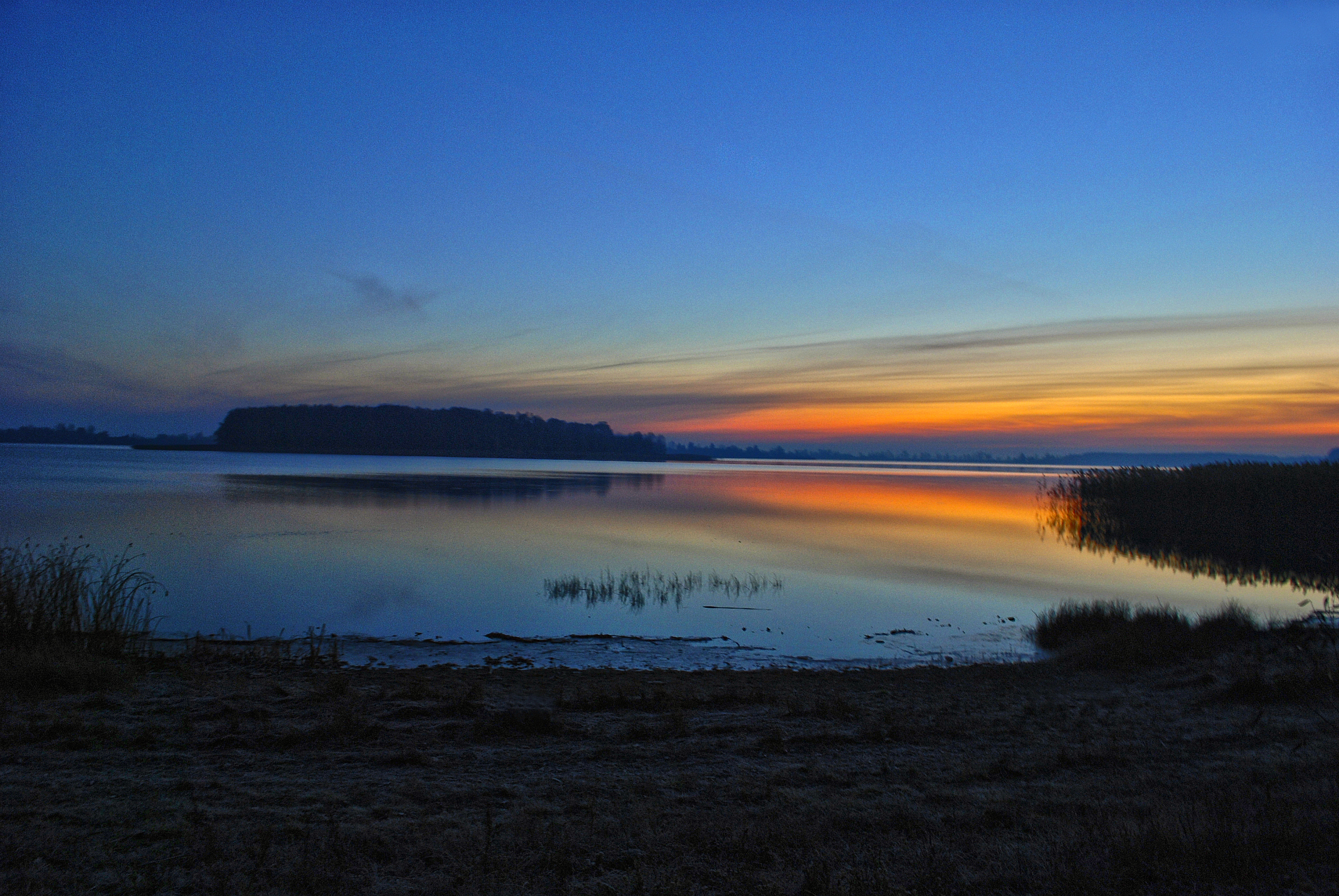
Захід сонця на озері